# Levitev
Levitev je proces, pri katerem žival odvrže trdno zunanjo plast kože (kutikulo), pod katero ji je predhodno zrasla nova. Izraz se nanaša na nesorodna, a na zunaj podobna procesa pri dveh skupinah živali: prvega pri plazilcih in dvoživkah, drugega pa pri členonožcih ter sorodnih skupinah. V obeh primerih je levitev periodični dogodek, ki ga regulirajo hormoni. Odvrženi kutikuli pravimo lév. Levitev je nujna zato, ker imajo te živali nepropustno in mehansko trdno kutikulo, ki jih varuje pred izgubo vode skozi tanko kožo in vplivi okolja. Ta rigidnost pa tudi pomeni, da kutikula ne more rasti hkrati s preostalim telesom in postane sčasoma pretesna. Zaradi obstojnosti lahko za lev pogosto določimo, kateri vrsti pripada. 
Na prvi pogled žival ob levitvi enostavno odvrže zunanjo plast, ki ji postane premajhna, dejansko pa je levitev kompleksen in natančno reguliran proces, ki ga sproži kombinacija odgovorov organizma na vrsto dejavnikov, kot so telesna velikost, prehranjenost ter bioritem.

## Členonožci in sorodne skupine
Po lastnosti, da se levijo, nekateri znanstveniki združujejo členonožce, gliste in nekaj manjših sorodnih skupin v naddeblo Ecdysozoa. Levitev pri teh skupinah poteka v dveh fazah: priprave na levitev (t. i. apolysis oz. apoliza) in same »izlevitve« (t. i. ecdysis). Dobro je opisana le pri členonožcih, pri ostalih skupinah pa je o njej malo znanega. Tako so šele razmeroma pred kratkim ugotovili, da so pri levitvi glist verjetno udeleženi steroidni hormoni, podobno kot pri členonožcih.

### Žuželke
Razvoj žuželk je tesno povezan z levitvami. Njihovo zaporedje razdeli življenje žuželk v diskretne faze, ki jim pravimo stadiji. Število levitev, skozi katere gre žuželka v svojem življenju ni povsem konstantno niti pri osebkih iste vrste, vendar je v grobem podobno celo pri povsem nesorodnih skupinah žuželk. Večina žuželk se tako levi med štiri- in šestkrat v življenju. Če upoštevamo vse skupine pa sega število od dveh do več kot dvajsetih levitev. Nekrilate žuželke se tako levijo vse življenje, pri krilatih pa se levitve končajo s preobrazbo - prehodom med ličinko in odraslo živaljo. Izjema so le enodnevnice, ki se po preobrazbi levijo še enkrat.
V praksi govorimo o prehodu med stadiji takrat, ko žuželka odvrže lev, fiziološko gledano pa se levitev zgodi, ko stara kutikula odstopi od epidermisa. Nekatere žuželke namreč še nekaj dni po tem ne odvržejo kutikule, druge pa lev obdaja celo do konca življenja. V času pred levitvijo in tik po njej žival miruje in se neha prehranjevati. Žuželčje celice se delijo simultano. Ob takem ciklu se zaradi neraztegljivosti kutikule povrhnjica pod njo naguba in v gube se izlije t. i. levitvena tekočina - mešanica neaktivnih litičnih encimov, celice povrhnjice pa pričnejo izločati novo plast kutikule. Na celičnem nivoju se pri mnogih žuželkah v epidermisu pojavijo tudi posebne žleze, imenovane eksuvialne žleze. Sprva so mislili, da levitveno tekočino izločajo te žleze, vendar pa jih mnoge žuželke nimajo ali pa jih imajo premalo, da bi lahko izločile dovolj tekočine. Tako njihova vloga še ni znana, vemo pa, da postanejo aktivne samo med levitvijo in da jih odrasli stadiji večine žuželk nimajo.
Ko se izloči nova kutikula, se aktivirajo encimi v levitveni tekočini in razgradijo preostale povezave med povrhnjico in staro kutikulo. Zakaj ne razgradijo tudi nove kutikule še ni pojasnjeno. Začetek in potek levitve natančno regulira hormon ekdison, ki ga izločajo protorakalne žleze.
»Izlevitev« (ecdysis) se prične, ko stara kutikula poči, največkrat po vzdolžni liniji na glavi in sprednjem delu telesa, lahko pa tudi kjerkoli drugje na telesu. Žuželka se nato z ritmičnim gibanjem telesa izmota iz nje. Hkrati se levijo tudi najbolj zunanji deli prebavila in omrežja vzdušnic. Zaradi trdnosti zunanjega skeleta lahko žuželka raste le zelo kratek čas med samo levitvijo, preden se strdi nova plast hitina, ki se je pred tem izločila na površini kože. Zato ob izmotavanju iz stare kutikule požira zrak ali vodo, da se njena površina čim bolj poveča in da se izravnajo gube. Težavo predstavlja tudi dejstvo, da so na kutikulo pritrjene gibalne mišice in ob vsaki levitvi se morajo te povezave prekiniti ter ponovno vzpostaviti. Na koncu se nova kutikula ob stiku z zrakom strdi v procesu, podobnem strojenju, postane neprepustna za vodo in zrak ter na zunaj odporna proti delovanju litičnih encimov, kot so hitinaze.

### Raki
Levitev rakov je, vsaj na zunaj, podobna kot pri ostalih členonožcih. Tudi zaporedje in trajanje dogodkov je večinoma podobno kot pri žuželkah. Ena od poznanih izjem je antarktični kril (Euphausia superba), ki živi na skrajnem severu. Te živali v kratkem ugodnem letnem času izredno hitro rastejo, zato obdobja »mirovanja« med levitvami ni - povrhnjica ves ta čas izloča nov hitin, prav tako je ves čas visok nivo hormonov, ki regulirajo levitev. Večina rakov raste in se levi vse življenje, drugi, denimo deseteronožci iz družine Majidae (morski pajki), pa se prenehajo leviti, ko dosežejo določeno velikost. 
Levitev regulira hormon ekdison, soroden žuželčjemu ekdisonu. Struktura teh dveh hormonov je tako podobna, da lahko ekdison, izoliran iz rakov, sproži tudi levitev žuželk. Pri višjih rakih ga izločajo t. i. »organi Y«, žleze z notranjim izločanjem homologne protorakalnim žlezam pri žuželkah. Levitev sproži tudi izguba dovolj velikega števila nog.

### Pajki
Večina pajkov se levi dokler ne odraste, nekaj vrst pa do konca življenja.
V špranjo, ki se z rastjo epidermisa pajkov razvije pod notranjim delom stare kutikule, se tako kot pri žuželkah izlijejo litični encimi - hitinaze in proteaze. Ti encimi postopoma razgradijo notranjo plast kutikule (endokutikulo), a ne delujejo na zunanjo plast (eksokutikulo) in živčne povezave s čutilnimi dlakami. Domnevajo, da postanejo ti encimi aktivni šele takrat, ko se izloči prva plast nove kutikule in zaščiti celice pod njo. Večino razgrajene stare endokutikutikule absorbirajo celice povrhnjice.
»Izlevitev« se prične, ko je endokutikula že bolj ali manj vsa razgrajena. Nekaj dni pred tem se pajek umakne v skrivališče in se preneha prehranjevati. Tik pred levitvijo se z »levitveno nitjo« obesi z ustreznega mesta (razen ptičjih pajkov, ki se uležejo na hrbet). Srčni utrip se mu poveča in večina hemolimfe se zbere v glavoprsju. Lev najprej poči ob strani glavoprsja, kjer je oklep tanjši zaradi sklepov in pajek se počasi izmota iz njega. Najbolj zapleten del je osvoboditev nog, kjer tudi največkrat pride do zapletov. Pajek, ki ne uspe spraviti vseh nog iz leva, po navadi pogine. Izlevitev traja pri manjših pajkih 10 do 15 minut, pri največjih pa tudi po nekaj ur. Nova kutikula se kmalu strdi, a je v začetku še tanjša od stare. Da doseže prejšnjo debelino traja nekaj tednov.
Tudi levitev pajkov regulira hormon ekdison, vendar organa, ki ga izloča, še niso odkrili. Ekdison pajkov ni vrstno specifičen in ista substanca lahko sproži levitev več vrst.

## Dvoživke in plazilci
Dvoživke, kuščarice in kače morajo odvreči zunanjo plast kože (kutikulo), ki je zgrajena iz trdnega keratina in se ne veča z rastjo živali. Levijo pa se lahko tudi kadar so raztegnjene zaradi velikega obroka, kadar se jim kutikula poškoduje ali drugih razlogov, ki še niso pojasnjeni. Pred levitvijo se žival umakne v skrivališče in se neha prehranjevati.
Želve in krokodili se ne levijo; njihova zunanja plast je zgrajena iz velikih epidermalnih plošč, ki rastejo z dodajanjem vedno večjih plasti keratina na stiku s povrhnjico. Pri želvjih oklepih tako nastanejo značilne »letnice«, po katerih lahko ocenimo starost živali. Zgornje plasti se lahko z obrabo tudi izgubijo.

### Dvoživke
Žabe in repati krkoni enkrat na teden do enkrat na mesec levijo kutikulo v enem kosu, vendar je levitev zelo hitra in zato večina ljudi ne ve, da se tudi dvoživke levijo. Žival ob levitvi upogne glavo navzdol in izboči hrbet. Kutikula poči najprej na hrbtu in trebuhu, nato pa še prečno. Z ritmičnim gibanjem telesa se oluščena kutikula premika proti glavi, kjer se nazadnje osvobodijo oči, nato pa žival lev požre.

### Plazilci
Levitev plazilcev regulira hipofiza, pod vplivom katere prične ščitnica izločati hormon tiroidin. Število in tempiranje levitev je odvisno tako od zunanjih kot od notranjih dejavnikov, kot so vrsta, starost, spol, zunanja temperatura, dostopnost hrane idr.
Kutikula kuščaric ob levitvi odpada v velikih krpah. Žival levitev pospeši tako, da se drgne ob trdno podlago. 
Večina kač se levi v enem kosu. Pri klopotačah se del kutikule na konici repa ohrani in preoblikuje v trden rožen obroček, ki tvori zanje značilno ropotuljo. Število obročkov tako izdaja, kolikokrat se je klopotača levila.